# 日興コーディアルグループ
株式会社日興コーディアルグループ（にっこうコーディアルグループ、英称：Nikko Cordial Corporation）は、かつて存在した日本の証券持株会社の一つ。現在の三井住友フィナンシャルグループ（SMBCグループ）傘下のSMBC日興証券の前身企業である。
かつての三菱銀行系の大手証券会社である日興證券は、日本法人シティグループ・ジャパン・ホールディングス株式会社に吸収合併され、アメリカ金融大手シティグループの傘下となった。金融持株会社の株式会社日興コーディアルグループとして、日興コーディアル証券株式会社（リテール証券）、日興シティグループ証券株式会社（ホールセール投資銀行）、マネックスグループ株式会社（ネット証券）などを有した。

## 概要

### 三菱系の日興証券
日興證券は、三菱系の川島屋證券と、日本興業銀行（現みずほ銀行）系の旧日興証券が、1944年に合併して誕生した。かつての日興證券は三菱銀行（東京三菱銀行）と親密な関係で、1990年代までは市場シェアの8割を占める四大証券（日興證券、野村證券、大和證券、山一證券）の一角に名を連ねた。
1995年末、金融庁証券取引等監視委員会 （SESC）が、日々の市場の膨大な取引の中から、野村証券が関与するやや不自然な取引を把握し、総会屋への損失補てんに係る事実解明が始まった。証券取引等監視委員会は、東京地方検察庁と合同で野村證券、大和證券、日興證券、山一證券への強制調査を実施。
1997年3月25日、東京地検特捜部が野村證券本社17か所を家宅捜査し、野村證券は4月に2700億円の赤字を発表、5月に野村證券社長が逮捕され、6月総会屋に融資した第一勧業銀行関係者が逮捕された。1997年9月25日、日興證券に証券取引等監視委員会、東京地方検察庁の強制調査が入り、結果を1997年10月21日、東京地方検察庁検察官に告発した。大蔵大臣は、日興證券への行政処分として株式関連の自己売買業務の停止、新橋支店の有価証券の売買，有価証券先物取引等の受託業務の停止、公共債(国債，地方債，政府保証債)の引受及び入札の参加の禁止、業務改善指示を出した。そのことから、不祥事を嫌う三菱グループ各社が、日興證券と距離を置くようになり、日興證券は生き残りをかけて、1998年（平成10年）外資系のソロモン・ブラザーズ（1999年にシティコープと合併しシティグループ）との資本提携を決断することとなった。
東京三菱銀行は、信頼していた日興證券を失い、5月に社長が逮捕され外務員資格を抹消された野村證券から系列を外された国際証券を買い、日興証券の代わりにしようとした。金融庁証券取引等監視委員会が、三菱入りした国際証券を検査すると、組織ぐるみでの重大な法令違反。財務局長検査(個人でいう税務調査）時に何度も顧客に嘘の証言をさせて、国の検査を妨害して法令違反事件を隠蔽しようとたことが判明。証券取引等監視委員会は国際証券による幾度の法令違反行為を極めて悪質と認定し、2001年6月12日、厳しい行政処分を求める勧告を金融庁へ行った。その結果、行政処分としては最も重いすべての証券業務を禁止する、業務停止命令、業務改善命令となった。当初は日興証券の代わりと期待されたが、法令違反を繰り返し当局検査を妨害するという金融機関としてあるまじき前代未聞の行為に、業務停止の厳しい行政処分を受け、野村証券出身の社長が嘆き悲しむ姿がマスコミで報じられた。その後三菱系列の中小証券と合併し国際証券の社名は消滅し三菱証券として再スタートしたが、今度は社員がお金に困り顧客名簿を業者に売却した顧客情報流出事件が発生し逮捕。職場で社会的弱者である障害者の女性社員へのセクハラ、口止めパワハラ事件がマスコミで報道されると、同社のモラルを疑う声が目立った。

### 持株会社化・日興コーディアルグループ
1998年ソロモン・ブラザーズ（1999年にシティコープと合併、シティグループ）と日興證券が資本提携。
2001年3月、日興證券分割準備株式会社を設立した。
2001年10月、吸収分割型の会社分割により、株式会社日興コーディアルグループとして持株会社化し、日興証券株式会社の証券業およびその他事業すべてを、日興コーディアル証券株式会社に承継させ、野村證券、大和証券グループ本社に次ぐ業界第3位を守った。
2004年末、みずほフィナンシャルグループとの業務・資本提携を発表し、みずほと関係を強化した。
2005年12月、シティグループの世界的な戦略もあり、従来親密だったシティグループの出資比率は、4.9%まで低下した。

### シティグループ傘下へ
2006年末、発覚した2005年度有価証券報告書の粉飾決算問題（下記の「不正会計処理問題」を参照）で、経営が苦境に陥り、外部の支援が必要となった。ところがみずほグループではなく、提携先であるアメリカの金融持株会社であるシティグループから支援を受けることになった。
2007年5月9日に、シティグループが日興コーディアルグループの株式61.08%を保有し、同社の傘下となる。
2008年1月29日、三角合併方式の株式交換（実際は合併ではない）で、残りの株式もすべてシティグループが取得。同社の完全子会社となった。2007年5月1日の会社法の施行により、日本でも解禁された三角合併の第1号となった。
2008年5月1日、日興コーディアルグループの全株式を直接保有していた「シティグループ・ジャパン・ホールディングス株式会社」に吸収合併され、「日興シティホールディングス株式会社」となり、日興コーディアル・シティ両グループの日本国内における事業を傘下におさめた。計画では、傘下の両グループの事業を順次統合して、日興コーディアル証券が、シティバンク証券を5月3日に吸収合併しており、日興シティグループ証券を1年内に吸収合併して統合する予定であった。
以降については、「シティグループ・ジャパン・ホールディングス」を参照のこと。

## 沿革
- 1918年（大正7年）7月 - 東京証券前身の遠山証券や、ライブドア証券前身の偕成証券に携わる遠山元一が、川島屋商店を創業する。
- 1920年（大正9年）
  - 4月 - 株式会社川島屋商店へ改組する。
  - 6月 - 日本興業銀行が債券専門証券会社として（旧）日興證券株式会社を設立する。
- 1928年（昭和3年）8月 - 共同証券株式会社を設立する。
- 1939年（昭和14年）2月 - 株式会社川島屋商店が川島屋證券株式会社を設立して一部事業を分離する。
- 1943年（昭和18年）
  - 9月 - 川島屋證券株式会社が株式会社川島屋商店を合併する。
  - 11月 - （旧）日興證券株式会社が共同証券株式会社を合併する。
- 1944年（昭和19年）4月 - 川島屋證券株式会社と（旧）日興證券株式会社を合併して日興證券株式会社が新設される。
- 1948年（昭和23年）11月 - 証券取引法に基づく証券業者として登録する。
- 1949年（昭和24年）4月 - 東京、大阪、名古屋各証券取引所正会員へ登録する。
- 1951年（昭和26年）6月 - 証券投資信託法に基づく委託会社として登録される。
- 1959年（昭和34年）12月 - 現在の日興アセットマネジメントになる日興證券投資信託委託株式会社を設立する 。
- 1960年（昭和35年）4月 - 現在の東海東京証券になる日興證券投資信託委託株式会社 を設立する 。
- 1961年（昭和36年）10月 - 東京、大阪、名古屋各証券取引所第二部へ上場する。
- 1970年（昭和45年）2月 - 東京、大阪、名古屋各証券取引所第一部に指定される。
- 1981年（昭和56年）9月 - 日興国際投資顧問株式会社を設立する。
- 1993年（平成5年）10月 - 日興信託銀行株式会社を設立する。
- 1999年（平成11年）
  - 2月 - シティグループ証券部門のソロモン・スミス・バーニー・ジャパン・リミテッド発行済株式総数51%にあたる株式を取得して日興ソロモン・スミス・バーニー証券会社を設立する。
  - 4月 - 日興證券投資信託委託株式会社と日興国際投資顧問株式会社が合併して日興アセットマネジメント株式会社になる。
  - 5月 - 日興ビーンズ証券株式会社を設立する。
- 2001年（平成13年）
  - 3月 - 日興證券分割準備株式会社を設立し、10月に日興コーディアル証券株式会社へ社名変更する。
  - 3月 - 日興ビーンズ証券株式会社がインターネット・トレーディング（IT）証券と合併。
  - 8月 - 日興信託銀行株式会社株式50%をシティグループへ譲渡し、12月に日興シティ信託銀行株式会社へ商号変更する。
  - 10月 - 吸収分割により日興コーディアル証券株式会社が日興證券株式会社の証券業およびその他営業全部を承継し、日興證券株式会社は株式会社日興コーディアルグループへ社名変更して持株会社化する。
- 2005年（平成17年）5月 - 日興ビーンズ証券株式会社が（旧）マネックス証券株式会社と合併してマネックス・ビーンズ証券株式会社へ、12月にマネックス証券株式会社へ社名変更する。
- 2006年（平成18年）12月 - 2005年3月期粉飾決算が発覚して東証監理ポストへ割り当てられる。
- 2007年（平成19年）
  - 5月 - 9日付けでシティーグループが日興コーディアルグループ株61.08%を保有する筆頭株主になり、事実上同社傘下となる。
  - 8月 - 日本国内シティグループの経営一元化を目的に株式会社日興コーディアルグループ株式68%がシティグループ・インクからシティグループ・ジャパン・ホールディングス有限会社（のちに株式会社化）へ移管され、同社直接子会社になる。
  - 10月 - 三角合併でシティグループ完全子会社化を発表する。
- 2008年（平成20年）
  - 1月23日 - 上場を廃止する。
  - 1月29日 - 三角合併方式の株式交換でシティグループ・ジャパン・ホールディングス株式会社完全子会社になる。
  - 5月1日 - 直接親会社のシティグループ・ジャパン・ホールディングス株式会社に吸収合併されて「日興シティホールディングス株式会社」になる。

以降の沿革は「シティグループ・ジャパン・ホールディングス」に詳しい。

## 不祥事・事件

### 有罪の元役員への報酬支払疑惑
1990年代後半に発覚した総会屋グループ代表や新井将敬元衆院議員への不正な利益供与で有罪判決（懲役1年執行猶予3年）を受けた元常務に対して、事件直後から約9年間、取引報告書などの証券取引の事務処理をするグループ子会社の日興ビジネスシステムズの嘱託社員として年間2000万円近い報酬を払っていたことが明らかになった。なお、報酬額は日興の部長級より高い破格の待遇とされ、「『汚れ役』を引き受けた見返りではないか」と見られる。

### 株価操作問題
日興ソロモン証券が大手損害保険会社が結んだ株価指数連動型上場投資信託（ETF）の設定契約には、損保が支払う契約を実際に買い付けた株価でなく、基準日の東京証券取引所の終値で決める仕組みだったことを利用し、基準日である2002年7月18日に、日興ソロモン証券が取引終了間際に大量の買い注文を出すことで終値を引き上げ、大手損害保険会社から約60億円の利ざやを稼いだ問題。
2003年に問題が発覚。金融庁から20営業日の自己売買部門の業務停止命令と内部管理体制強化を求める業務改善命令を受けた。

### 不正会計処理問題
2006年（平成18年）12月18日、証券取引等監視委員会は日興コーディアルグループが傘下の投資会社の決算上の数字の扱いについて不適切な処理を行い、およそ180億円の利益を水増ししたと指摘。この決算に基づいて、日興コーディアルグループが500億円の社債を発行していたため、内閣総理大臣と金融庁長官に対し、5億円の追徴金を課すよう勧告した（証券取引法第172条第1項第1号に基づく処分）。
その後、12月25日の臨時取締役会で、日興コーディアルグループ社長（日興コーディアル証券社長を兼任）と会長が26日付で引責辞任し、日興コーディアルグループ社長の後任に同取締役、日興コーディアル証券社長の後任に同副社長がそれぞれ就任する人事を決めた。
2007年（平成19年）2月23日、アメリカの金融大手であるシティグループが、日興コーディアルグループを事実上傘下に収める方向で交渉に入ったことが明らかになった。その後、3月12日に東証は日興コーディアルグループの上場を維持することを発表した。5月9日に、シティグループが日興コーディアルグループの株の61.08%を保有する筆頭株主となったことで、事実上同社の傘下となる。
ジャーナリストの田原総一朗は、「これは不正会計というより粉飾決算だが、公正取引委員会、金融庁、検察も共に全く動かなかった」と主張。その理由を、政治絡みであることは間違いないと主張しており、マスコミが発端で捜査に至ったリクルート事件になぞらえ今後追及していかなければならないとしている。事件の原因としては、日本文化独特の癒着が監査法人と企業の間に起こったことが一因ではないかと田原は結論付けている。

## グループ企業
日興コーディアルグループ株式会社時代は、以下の会社を子会社として、日興コーディアルグループを構成していた。
- 日興コーディアル証券株式会社（リテール証券）
- 日興シティグループ証券株式会社（ホールセール投資銀行）
- マネックスグループ株式会社（ネット証券）
- 日興アセットマネジメント株式会社